# Sant Sebastià de l'Hospital
Sant Sebastià de l'Hospital és la capella de l'Hospital de pobres de la vila de Vinçà, de la comuna nord-catalana del mateix nom, a la comarca del Conflent.
Està situada en el nucli de població de la vila de Vinçà, a l'extrem nord-est del nucli vell. Prop de la Porta del Barri, és en el número 12 del carrer de Michel Touron, a prop també de l'absis de l'església parroquial de Sant Julià i Santa Basilissa.
L'església conté un retaule barroc dedicat a sant Sebastià i una talla romànica de la Mare de Déu.